# Metodějka
Metodějka je ženské jméno řeckého původu. Jde o ženskou podobu křestního jména Metoděj. Svátek stejně jako toto jméno slaví dne 5. července. Další varianty tohoto jména jsou Metoděja a Metoda.

## Domácké podoby
Mezi domácké podoby křestního jména Metodějka patří Metka, Metodka, Metuška, Méťa a Metůdka.

## Obliba jména
Jméno Metodějka je v Česku velice vzácné. Ačkoliv se narodila jedna nositelka v roce 2014 a jedna v roce 1968, většina nositelek se narodila ve 30. a 40. letech 20. století a tudíž je jejich průměrný věk poměrně vysoký (68 let). Počet nositelek v letech 2010–2016 poklesl pouze mírně, v roce 2010 žilo v Česku dvanáct nositelek, z nich do roku 2016 tři zemřely a jedna nová se narodila, tudíž současný stav je deset nositelek žijících k roku 2016.

## Významné osobnosti
- Metoda „Meta“ Vidmarová – slovinská taneční umělkyně a učitelka
- Metoda Zorčičová – slovinská herečka